# Aleksandr Ostrowski
Aleksandr Nikołajewicz Ostrowski (ros. Александр Николаевич Островский; ur. 31 marca?/12 kwietnia 1823 w Moskwie, zm. 2 czerwca?/14 czerwca 1886 w Szczełykowie) –  pisarz-dramaturg, twórca rosyjskiej komedii obyczajowej, dyrektor teatru cesarskiego w Moskwie.

## Życiorys
Autor sztuk społeczno-obyczajowych z życia kupiectwa moskiewskiego, dramatów historycznych oraz komedii satyrycznych. Nazywany „ojcem rosyjskiego teatru realistycznego”, wywarł znaczny wpływ na współczesną mu dramaturgię i teatr. Klasyk literatury rosyjskiej.

## Wybrana twórczość[2]
- 1847 – Семейная картина (Siemiejnaja kartina) – debiut literacki
- 1849 – Kruk krukowi oka nie wykole (inne nazwy: Bankrut; Do wójta nie pójdziemy; Trafił swój na swego[3]; ros. Свои люди – сочтёмся)
- 1856 – Intratna posada lub Łapownicy (ros. Доходное место)
- 1864, 1885 – Wojewoda (ros. Воевода)
- 1866 – Dmitrij Samozwaniec (ros. Дмитрий самозванец)
- 1868 – I koń się potknie (inne nazwy: Koń ma cztery nogi, a też się potknie; Pamiętnik szubrawca własnoręcznie przez niego napisany; Pamiętnik szubrawca, własną ręką napisany; Pamiętnik szubrawca; Nasz człowiek[4]; ros. На всякого мудреца довольно простоты)
- 1860 – Burza (ros. Гроза) – polski przekład J. Jędrzejewicza
- 1863 – Pechowe dni (ros. Тяжелые дни)
- 1868 – Gorące serce (ros. Горячее сердце)
- 1869 – Wściekłe pieniądze lub Szalone pieniądze (ros. Бешеные деньги)
- 1870 – Las (ros. Лес)
- 1874 – Późna miłość (ros. Поздняя любовь)
- 1875 – Wilki i owce (ros. Волки и овцы)
- 1877 – Małżeństwo Bieługina (ros. Женитьба Белугина)
- 1878 – Panna bez posagu (ros. Бесприданница)
- 1878 – Ostatnia ofiara (ros. Последняя жертва)
- 1882 – Talenty i wielbiciele (ros. Таланты и поклонники)
- 1884 – Niewinni winowajcy (inne nazwy: Grzesznicy bez winy; Bez winy winni[5]; ros. Без вины виноватые)